# خط ستاگایا
خط ستاگایا (به ژاپنی: 世田谷線, Setagaya-sen)، یک خط راه‌آهن قطار سبک شهری در توکیو در ژاپن است که توسط شرکت راه‌آهن توکیو مدیریت می‌شود. این خط ایستگاه سانگنجایا را به ایستگاه شیمو تاکایدو در منطقه ستاگایا-کو، توکیو متصل می‌کند.